# Aili Keskitalo
Aili Keskitalo, född 29 oktober 1968, är en norsk-samisk politiker från Kautokeino. 
Aila Keskitalo utbildade sig i offentlig förvaltning på Handelshøjskolen i København. 
Keskitalo har varit ordförande i Norske Samers Riksforbund från 2003 till 2005, samt från 2008 till 2015. Hon har varit norska Sametingets president under tre perioder; från valet 2005 till september 2007, då hon fick överlämna presidentskapet till Egil Olli som tillhörde Arbeidarpartiet, från 2013 till 2016 samt från 2017 till 2021 då hon inte ställde upp för omval.

## Bildgalleri

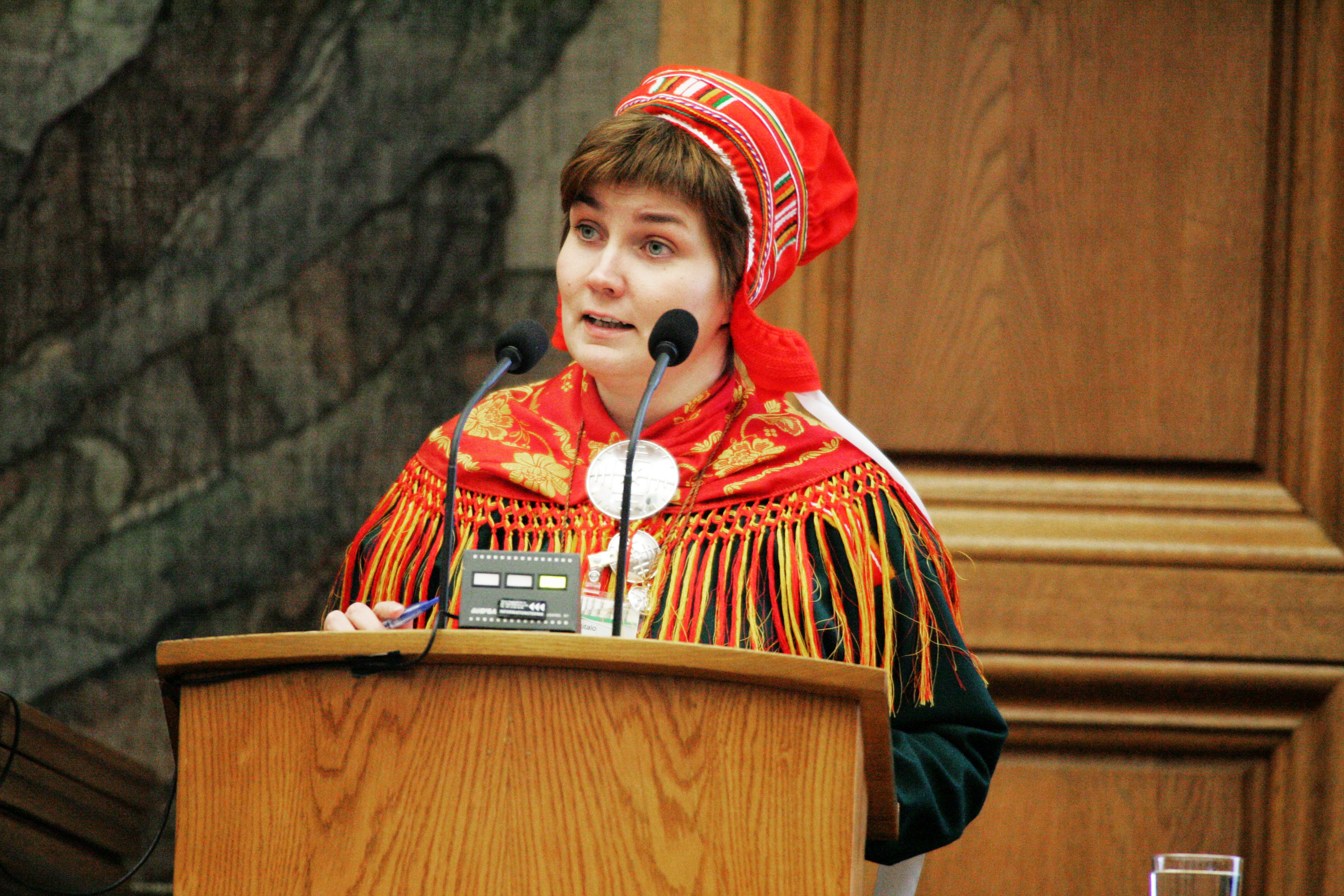
Aili Keskitalo talar vid Nordiska rådets session i Köpenhamn 2006.
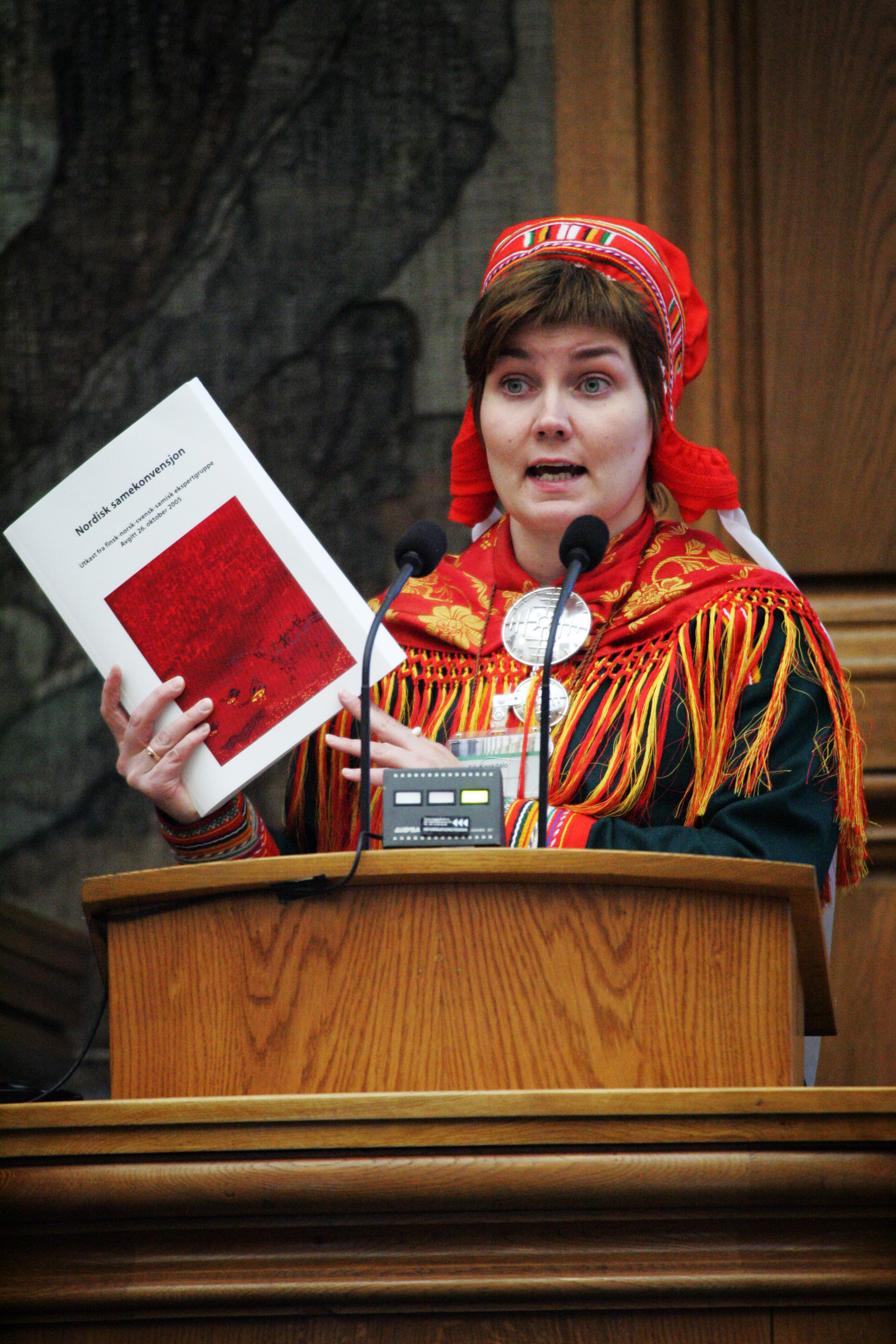
Keskitalo håller tal som norska sametingets dåvarande president på Nordiska rådets session i Köpenhamn 2006.